# Debra Marshallová
Debra Gale Marshallová (* 2. března 1960) je americká herečka a bývalá profesionální wrestlingová manažerka a WWE Diva. Lépe je známa pod svým ringovým jménem, Debra, pod kterým vystupovala i ve World Wrestling Federation (WWF) mezi lety 1998 a 2002.
Svoji profesionální wrestlingovou kariéru začala v roce 1995 když doprovázela svého manžela Stevea "Mongo" McMichaela k ringu ve World Championship Wrestling (WCW). K WWF se připojila v roce 1998 kde manažírovala týmu ve složení Jeffa Jarretta a Owena Harta až do Hartovy smrti v květnu 1999. Týden před tímto neštěstím získala WWF Women's šampionát poražením Sable v zápase na show Evening Gown. Později vystupovala na televizních obrazovkách se svým druhým manželem Stonem Coldem Steve Austinem až do roku 2002, kdy oba dva společnost opustili. Mimo wrestling získala Marshallová několik rolí a dříve se účastnila soutěží krásy.

## Ve wrestlingu
- Jako manažerka
  - Stone Cold Steve Austin
  - D'Lo Brown
  - Chyna
  - Ric Flair
  - Eddie Guerrero
  - Owen Hart
  - Jeff Jarrett
  - Dean Malenko
  - Steve McMichael
  - The Rock
  - Alex Wright
- Manažeři
  - The Kat

## Šampionáty a ocenění
- Pro Wrestling Illustrated
  - PWI Manažer roku (1999)
  - PWI Žena roku (1999)
- World Wrestling Federation
  - WWF Women's šampionát (1krát)

## Filmografie
| Film       | Film                                            | Film              | Film                                       |
| Rok        | Film                                            | Role              | Poznámka                                   |
| ---------- | ----------------------------------------------- | ----------------- | ------------------------------------------ |
| 1994       | Masakr v Texasu                                 | dívka v pizzerii  |                                            |
| 1999       | Gladiátoři 2000                                 | sama sebe         | dokument                                   |
| 2006       | Just Another Romantic Wrestling Comedy          | Jennie/tanečnice  |                                            |
| 2010       | Gathering of Heroes: Legend of the Seven Swords | Reina             |                                            |
| 2012       | Tengu: The Immortal Blade                       | kapitánka Langová |                                            |
| Television |                                                 |                   |                                            |
| Rok        | Název                                           | Role              | Poznámka                                   |
| 1999       | Biography                                       | sama sebe         | Epizoda: "The Life and Death of Owen Hart" |
| 1999       | Teen Choice Awards                              | konferenciérka    |                                            |
| 2002       | MADtv                                           | sama sebe         | Epizoda 07x15                              |
| 2002       | Weakest Link                                    | sama sebe         | Epizoda: "WWF Superstars Edition 2"        |
| 2007       | Inside Edition                                  | sama sebe         |                                            |